# Готорн, Джулиан
Джулиан Готорн (англ. Julian Hawthorne; 1846—1934) — американский журналист, прозаик и историк.

## Биография
Джулиан Готорн родился 22 июня 1846 года в семье известного американского писателя Натаниеля Готорна и Софии Пибоди. Окончил Гарвардский университет.
Написал множество романов, повестей и рассказов, «Saxon Studies», историю Соединённых Штатов Америки и книгу об американской литературе. В 1885 году он напечатал биографию своего отца.
Из беллетристических произведений Д. Готорна наиболее известны «Garth» (1877); «Sebastian Strome» (1879); «Dust» (1882); «Fortune’s Fool»; «Mrs. Gainsborough»; «Diamonds» и «One of Those Coincidences» (1899); «The Subterranean Brotherhood» (1914).
Джулиан Готорн умер 21 июля 1934 года в городе Сан-Франциско.